# Прямое
Прямо́е (до 1945 года Булатчи́; укр. Пряме, крымскотат. Bolatçı, Болатчы) — село в Красногвардейском районе Республики Крым, входит в состав Ленинского сельского поселения (согласно административно-территориальному делению Украины — Ленинского сельского совета Автономной Республики Крым).

## Население
| 2001 | 2014 |
| ---- | ---- |
| 179  | ↘107 |

Всеукраинская перепись 2001 года показала следующее распределение по носителям языка
| Язык             | Процент |
| ---------------- | ------- |
| русский          | 72.07   |
| крымскотатарский | 14.53   |
| украинский       | 9.5     |

### Динамика численности
| - 1805 год — 68 чел. - 1864 год — 92 чел. - 1889 год — 50 чел. - 1904 год — 111 чел. - 1911 год — 105 чел. - 1915 год — 60/94 чел. - 1918 год — 84 чел. | - 1926 год — 159 чел. - 1939 год — 245 чел. - 1989 год — 216 чел. - 1931 год — 217 чел. - 2001 год — 179 чел. - 2009 год — 156 чел. - 2014 год — 107 чел. |

## Современное состояние
На 2017 год в Прямом числится 2 улицы — Крымских партизан и Новая; на 2009 год, по данным сельсовета, село занимало площадь 37,6 гектара на которой, в 80 дворах, проживало 156 человек. Село связано автобусным сообщением с райцентром и соседними населёнными пунктами.

## География
Прямое — село на западе района, в степном Крыму, высота центра села над уровнем моря — 76 м. Соседние сёла: Рогово в 2,5 км на запад и Радужное в 1,5 км на юг. Расстояние до райцентра — около 40 километров (по шоссе), ближайшая железнодорожная станция — Элеваторная — примерно в 13 километрах. Транспортное сообщение осуществляется по региональной автодороге 35Н-244 Прямое — Ленинское, протяжённостью 4,0 км (по украинской классификации — С-0-10633).

## История
Первое документальное упоминание села встречается в Камеральном Описании Крыма… 1784 года, судя по которому, в последний период Крымского ханства Булатчи входили в Ташлынский кадылык Акмечетского каймаканства. После присоединения Крыма к России (8) 19 апреля 1783 года, (8) 19 февраля 1784 года, именным указом Екатерины II сенату, на территории бывшего Крымского Ханства была образована Таврическая область и деревня была приписана к Перекопскому уезду. После Павловских реформ, с 1796 по 1802 год, входила в Акмечетский уезд Новороссийской губернии. По новому административному делению, после создания 8 (20) октября 1802 года Таврической губернии, Булатчи были включены в состав Кучук-Кабачской волости Перекопского уезда.
По Ведомости о всех селениях в Перекопском уезде состоящих с показанием в которой волости сколько числом дворов и душ… от 21 октября 1805 года, в деревне Болатчи  числилось 9 дворов и 68 жителей, исключительно крымских татар. На карте генерал-майора Мухина 1817 года обозначен Булачи  с 8 дворами. После реформы волостного деления 1829 года Булатчи, согласно «Ведомости о казённых волостях Таврической губернии 1829 года», отнесли к Агъярской волости (переименованной из Кучук-Кабачской). На карте 1836 года в деревне 10 дворов. Затем, видимо, в результате эмиграции крымских татар, деревня заметно опустела и на карте 1842 года обозначена условным знаком «малая деревня», то есть, менее 5 дворов.
В 1860-х годах, после земской реформы Александра II, деревню включили в состав Айбарской волости. В «Списке населённых мест Таврической губернии по сведениям 1864 года», составленном по результатам VIII ревизии 1864 года, Булатчи — владельческая деревня с 2 дворами и 19 жителями при колодцах. По обследованиям профессора А. Н. Козловского начала 1860-х годов, колодцы деревни, глубиной 20—22 сажени (42—45 м) вырублены в камне, вода в них пресная. Натрёхверстовой карте Шуберта 1865—1876 года в деревне обозначено 3 двора. В «Памятной книге Таврической губернии 1889 года» по результатам Х ревизии 1887 года записан Булат, уже Григорьевской волости, с 7 дворами и 50 жителями. В 1890 году земли деревни (1773 десятин) выкупили 6 семей крымских немцев, основав колонию Ней-Фриденталь.
После земской реформы 1890 года, Булатчи отнесли к Бютеньской волости. Согласно «…Памятной книжке Таврической губернии на 1892 год», в деревне Болатчи, входившей в Болатчинское сельское общество, было 51 житель в 8 домохозяйствах. По «…Памятной книжке Таврической губернии на 1902 год» в деревне числилось 140 жителей в 11 домохозяйствах. В 1902 году в деревне организовано потребительское общество, в 1904 году было 111 жителей, в 1911—105. По Статистическому справочнику Таврической губернии. Ч.II-я. Статистический очерк, выпуск пятый Перекопский уезд, 1915 год, в деревне Булатчи Бютеньской волости Перекопского уезда числилось 13 дворов (8 дворов с землёй, 5 — безземельные) с немецким населением в количестве 60 человек приписных жителей и 94 — «посторонних», из которых 79 мужчин и 65 женщин. Жители владели 1681 десятиной удобной земли. В хозяйствах имелось 114 лошадей, 68 волов, 83 коровы и 90 голов мелкого скота.
После установления в Крыму Советской власти и учреждения 18 октября 1921 года Крымской АССР, в составе Симферопольского уезда был образован Биюк-Онларский район, в состав которого включили село. В 1922 году уезды получили название округов. 11 октября 1923 года, согласно постановлению ВЦИК, в административное деление Крымской АССР были внесены изменения, в результате которых был ликвидирован Биюк-Онларский район и село включили в состав Симферопольского. Согласно Списку населённых пунктов Крымской АССР по Всесоюзной переписи 17 декабря 1926 года, в селе Булатчи, Биюк-Онларского сельсовета Симферопольского района, числилось 39 дворов, из них 35 крестьянских, население составляло 159 человек, из них 130 немцев, 23 русских, 3 украинца, 3 записаны в графе «прочие», действовала немецкая школа. В 1926 году в деревне была открыта начальная школа. Постановлением КрымЦИКа «О реорганизации сети районов Крымской АССР» от 15 сентября 1930 года был вновь создан Биюк-Онларский район, теперь как национальный (лишённый статуса национального постановлением Оргбюро ЦК КПСС от 20 февраля 1939 года) немецкий, в который включили село, сделав центром Булатчинского сельсовета. По данным всесоюзной переписи населения 1939 года в селе проживало 245 человек. Вскоре после начала Великой Отечественной войны, 18 августа 1941 года крымские немцы были выселены, сначала в Ставропольский край, а затем в Сибирь и северный Казахстан.
После освобождения Крыма от фашистов в апреле, 12 августа 1944 года было принято постановление № ГОКО-6372с «О переселении колхозников в районы Крыма» и в сентябре 1944 года в район приехали первые новоселы (57 семей) из Винницкой и Киевской областей, а в начале 1950-х годов последовала вторая волна переселенцев из различных областей Украины. Указом Президиума Верховного Совета РСФСР от 21 августа 1945 года Булатчи переименовали в Прямое и Булатчинский сельсовет — в Прямовский. С 25 июня 1946 года Прямое в составе Крымской области РСФСР, а 26 апреля 1954 года Крымская область была передана из состава РСФСР в состав УССР. Время упразднения сельсовета и включения в Амурский пока не установлено: на 15 июня 1960 года село уже числилось в его составе. Указом Президиума Верховного Совета УССР «Об укрупнении сельских районов Крымской области», от 30 декабря 1962 года Прямое присоединили к Красногвардейскому району. В период с 1968 года, когда Прямое ещё числилось в Амурском сельсовете, по 1974 год создан Ленинский сельсовет, куда вошло село. По данным переписи 1989 года в селе проживало 216 человек. С 12 февраля 1991 года село в восстановленной Крымской АССР, 26 февраля 1992 года переименованной в Автономную Республику Крым. С 21 марта 2014 года в составе Крыма аннексировано Россией.